# Philautus ingeri
Espèce
Statut de conservation UICN

 VU B1ab(iii) : Vulnérable
Philautus ingeri est une espèce d'amphibiens de la famille des Rhacophoridae.

## Répartition
Cette espèce est endémique de l'île de Bornéo,. Elle se rencontre entre 1 300 et 1 600 m d'altitude :
- en Malaisie orientale ;
- au Brunei ;
- en Indonésie dans le nord du Kalimantan oriental.

## Étymologie
Cette espèce est nommée en l'honneur de Robert Frederick Inger.

## Publication originale
- Dring, 1987 : Bornean treefrogs of the genus Philautus (Rhacophoridae). Amphibia-Reptilia, vol. 8, no 1, p. 19-47.